# 一番槍
一番槍（いちばんやり）とは、交戦の口火を切る軍団、もしくは個人のこと。なお、必ずしも槍を用いた場合とは限らない。主に戦国時代の合戦で用いられた言葉である。現代社会においては、転じて最初に手柄をあげた人を指す。

## 概要
主に日本の戦国時代の合戦では、敵軍に対し最初に槍で勝利をあげた者を指した。それ自体が勇猛な証であると評価されたことから、武士の名を高めるほか恩賞の対象となった。なお、一番太刀も存在した。
弓や鉄砲などの飛び道具には適用されることはなく、討ち取った相手の身分により恩賞が変わるだけであるが例外もある。
武士の誉れとなる為にしばしば一番槍を巡って軍令違反も生じた。珍しい例では徳川家康の家臣団であった水野勝成は、大将格であったにもかかわらず一番槍をあげ軍令違反として処罰されている（表面的な理由は、大将格が序盤で戦死すると総崩れになる可能性を危惧したものだが、統率者としての自己顕示欲の強さを戒める面もある）。
また軍令違反であるからといって必ずしも処罰を受ける訳ではない。関ヶ原の戦いでは東軍の先陣は福島正則が務めることになっていたが、徳川家臣の井伊直政と徳川家康の四男で直政の娘婿の松平忠吉が抜け駆けをして銃撃による一番槍で開戦の火蓋を切った。